# 毛晓慧
毛晓慧（1996年2月10日—），浙江宁波人，2019年毕业于上海戏剧学院。

## 生平
1996年2月10日，毛晓慧出生在浙江省宁波市。初中时期，她就是淘宝店和杂志的平面模特。毛晓慧毕业于宁波外事学校和上海戏剧学院。

## 作品

### 电影
| 上映年份 | 片名                         | 角色 |
| 2024     | 《画江湖之不良帅》(網絡電影) | 幻音 |
| 待上映   | 《八秒半英雄》               | 夏天 |

### 电视剧
| 上映年份 | 剧名               | 角色   | 备注         |
| 2020年   | 《长相守》         | 花木槿 |              |
| 2020年   | 《在一起》         | 鹿捷   | 單元《方舱》 |
| 2021年   | 《温暖的味道》     | 徐唯一 | [ 2 ]        |
| 2021年   | 《启航：当风起时》 | 谢航   | 網絡劇       |
| 2022年   | 《浮生之異想世界》 | 春小蝶 | 網路短劇     |
| 2023年   | 《耀眼的你啊》     | 齐悦   |              |
| 2023年   | 《曾少年》         | 肖千喜 |              |
| 2024年   | 《仙劍四》         | 柳梦璃 | 網絡劇       |
| 2024年   | 《大奉打更人》     | 懷慶   | 網絡劇       |
| 2025年   | 《锦月如歌》       | 白容微 | 網絡劇       |
| 待公布   | 《神雕侠侣》       | 小龙女 | [ 3 ]        |
| 待公布   | 《西进西进》       |        |              |
| 待公布   | 《哑舍》           |        | 網絡劇       |